# Mark Sheppard

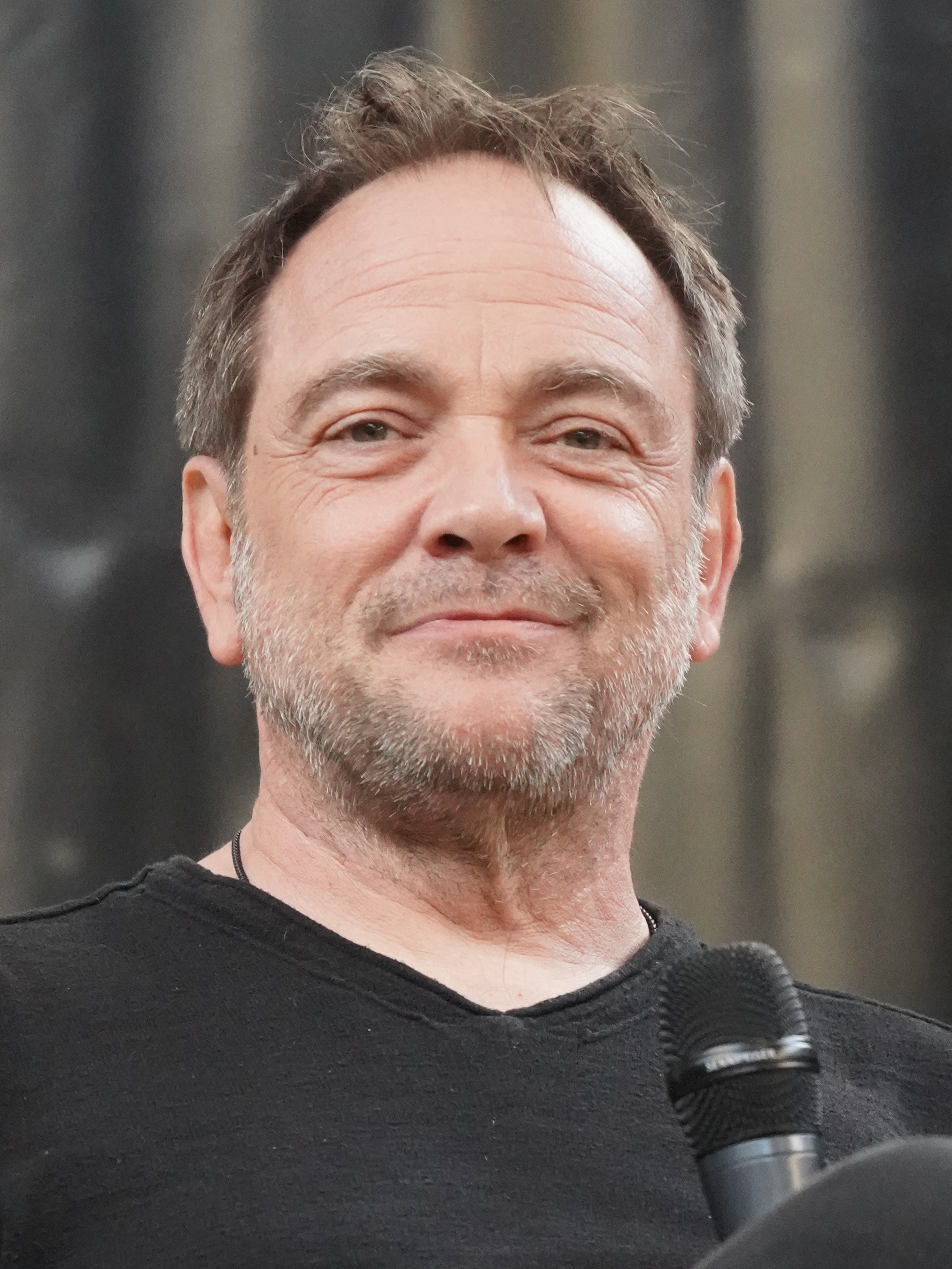
Mark Sheppard (2024)

Mark Andreas Sheppard (* 30. Mai 1964 in London) ist ein britischer Schauspieler und Musiker.

## Leben
Mark Sheppard begann seine Karriere als Schauspieler 1992 mit zwei kleinen Auftritten in der Fernsehserie Palm Beach-Duo. Im darauffolgenden Jahr übernahm er eine Rolle in dem Film Im Namen des Vaters. Es folgten mehrere Gastauftritte. Im Jahr 1997 übernahm er eine der Hauptrollen in der Fernsehserie Die Schattenkrieger. Nach dem Ende der Serie im Jahr 1998 war Sheppard vor allem in Gastauftritten in verschiedenen Serien zu sehen. Er trat nur noch selten in Filmen auf, so etwa 2004 in dem Actionfilm Unstoppable. Seine vermutlich bekannteste Rolle ist die des Dämons/„Königs der Hölle“ Crowley in der US-amerikanischen Serie Supernatural. Sheppards Schaffen für Film und Fernsehen umfasst mehr als 60 Produktionen.
Sein Vater war der ebenfalls als Schauspieler tätige William Morgan Sheppard, 2011 spielten beide die verschieden alten Versionen des Canton Everett Delaware III in den ersten beiden Folgen der sechsten Staffel von Doctor Who.
Mark Sheppard war von 2004 bis 2014 verheiratet, mit seiner ersten Frau hat er zwei Söhne. Im November 2015 heiratete Sheppard zum zweiten Mal und wurde im März 2016 Vater einer Tochter.

## Filmografie (Auswahl)

### Filme
- 1993: Im Namen des Vaters (In the Name of the Father)
- 1995: Lover’s Knot – Eine Liebe mit Hindernissen (Lover’s Knot)
- 1997: Nether World
- 1999: Out of the Cold
- 2000: Farewell, My Love
- 2001: Lady in the Box
- 2001: New Alcatraz
- 2001: Lost Voyage – Das Geisterschiff (Lost Voyage) (Fernsehfilm)
- 2002: Jurassic Shark 3 (Megalodon)
- 2004: Unstoppable
- 2006: Broken
- 2007: Slow Motion Addict
- 2010: Mysterious Island
- 2013: Sons of Liberty
- 2014: Jurassic Predator (Alligator X)

### Fernsehserien
- 1992, 1993: Palm Beach-Duo (Silk Stalkings, Folgen 2x05, 3x07)
- 1993: Akte X – Die unheimlichen Fälle des FBI (The X-Files, Folge 1x12)
- 1997–1998: Die Schattenkrieger (Soldier of Fortune, 20 Folgen)
- 1998: Sliders – Das Tor in eine fremde Dimension (Sliders, Folge 4x15)
- 1999: Practice – Die Anwälte (Practice, Folge 4x10)
- 2000: Star Trek: Raumschiff Voyager (Star Trek: Voyager, Folge 6x19)
- 2000: JAG – Im Auftrag der Ehre (JAG, Folgen 6x07–6x08)
- 2001: Invisible Man – Der Unsichtbare (The Invisible Man, Folge 1x19)
- 2001: Special Unit 2 – Die Monsterjäger (Special Unit 2, Folge 2x02)
- 2002: Charmed – Zauberhafte Hexen (Charmed, Folge 5x05)
- 2002, 2009: CSI: Vegas (CSI: Crime Scene Investigation, Folgen 2x23, 10x07)
- 2002: Firefly – Der Aufbruch der Serenity (Firefly, Folgen 1x01, 1x04)
- 2003: Fastlane (Folge 1x17)
- 2003: Jake 2.0 (Folge 1x09)
- 2004: Las Vegas (Folge 2x09)
- 2005: Monk (Folge 3x11)
- 2005: CSI: NY (Folge 1x16)
- 2005–2006: Medium – Nichts bleibt verborgen (Medium, drei Folgen)
- 2006: 24 (6 Folgen)
- 2006: Without a Trace – Spurlos verschwunden (Without a Trace, Folge 4x22)
- 2007: Bionic Woman (drei Folgen)
- 2007–2009: Battlestar Galactica (sechs Folgen)
- 2008: In Plain Sight – In der Schusslinie (In Plain Sight, Folge 1x10)
- 2008–2012: Leverage (zehn Folgen)
- 2009: Navy CIS (NCIS, Folge 6x13)
- 2009: Burn Notice (Folge 2x13)
- 2009: Dollhouse (drei Folgen)
- 2009, 2013–2014: White Collar (sechs Folgen)
- 2009–2014: Warehouse 13 (sechs Folgen)
- 2009–2017: Supernatural (70 Folgen)
- 2010: Chuck (Folgen 3x12–3x13)
- 2011: Doctor Who (Folgen 6x01–6x02)
- 2011: Prime Suspect (Folge 1x10)
- 2017: MacGyver (Folge 1x21)
- 2019–2023: Doom Patrol (elf Folgen)
- 2022–2023: Walker: Independence